# Quadratingenieurrute
Die Quadratingenieurrute war ein österreichisches Flächenmaß. Die Maße Fuß, Zoll, Linien sind alle österreichisch.
- 1 Quadratingenieurrute = 100 Quadratfuß = 10.000 Quadratdezimalzoll = 94,6982 Pariser Quadratfuß = 9,992613 Quadratmeter (nach anderer Quelle 0,143894 Ar[1])

Das Längenmaß Ingenieurrute hatte 10 Fuß zu 10 Dezimalzoll zu 10 Dezimallinien.
- 1 Ingenieurrute = 1401,307 Pariser Linien = 3,1611095 Meter (Rechnungswert).[2]